# 鷹7 (航空機)
青航式鷹7型
霧ケ峰式鷹7型
- 用途：グライダー
- 分類：練習機、上級滑空機（ソアラー）
- 設計者：白石襄治[1]
- 製造者：

  - 大日本青年航空団[2]
  - 萩原木材工業[1]
  - 大阪布施工業高校[1]
- 原型機：グルナウ・ベビーII[3]
- 派生型：鷹8[4]

鷹7（たか7）は、戦前から終戦を挟み、1952年の航空再開直後の日本で製造されたグライダーである。終戦までは青航式鷹7型、戦後は霧ケ峰式鷹7型として知られる。「鷹」は仮名で「たか」「タカ」と表記される場合もある。1932年にドイツで開発されたグルナウ・ベビーIIを原型とし、戦前に白石襄治により再設計された。戦後の航空主権返還直後の1952年5月11日に公開飛行を行い、戦後初めて登録されたグライダーであるJA2001「日本電建号」も本機種である。

## 機体
主翼は木製羽布張りのストラット支持翼である。主要構造はヒノキと合板を用いた1本桁Dボックス構造で、エルロン取り付け部には後桁が設けられている。エルロンも羽布張りである。ストラットは左右1本ずつ設けられている。
水平尾翼は羽布張りで、水平安定板は主翼と同じくストラット支持となっている。垂直尾翼は羽布張りで、翼根部を除いてヒンジより前方がホーンバランスとして可動するため、垂直尾翼の大部分が方向舵となっている。ただし元来の設計ではピッチ、ヨーの安定が不足気味で、方向舵の効きも悪いため尾翼の改修を受けた機体が存在する。改修を受けた尾翼は面積が増え、方向舵のヒンジより前の可動面積を減らし、垂直安定板としている。
胴体は木製合板によるセミモノコック構造となっており、コクピットは開放式ながら、密閉式のキャノピーを取り付けることもできる。降着装置は、元来の設計では胴体と尾部に取り付けられたスキッドのみであったが、固定式の車輪を胴体下に増設した機体も存在する。また元来の曳航フックは飛行機曳航向けに設計されており、ウインチ曳航、自動車曳航の場合にはピッチングを生じやすかった。この問題は、ウインチ曳航、自動車曳航に適した位置にフックを増設して対応された。
機体は+5G、-2.5Gに耐えられる強度を持ち、宙返りなどの簡単な曲技飛行が可能な第2種滑空機だった。当時、初級滑空機、中級滑空機での訓練を終えた後のソアリング訓練に使用できる数少ない機種の一つだった。

## JA2001「日本電建号」
1952年4月28日のサンフランシスコ講和条約発効に伴い、航空主権が返還されることに合わせ、萩原木材工業で製造された。1952年5月11日、玉川スピードウェイで開催された独立日本航空青少年大会において日本グライダー倶楽部によって公開飛行が行われた。滑車を用いた自動車曳航により飛行した。愛称の「日本電建号」はスポンサーとなった日本電建株式会社に由来する。
同年7月に航空法が公布されグライダーとして最初の登録記号JA2001が与えられた。その後、1959年頃まで運用され、総飛行回数は1785回だった。
運用終了後、1960年に秩父宮記念スポーツ博物館に移された後、2002年に国立科学博物館の所蔵となった。2010年10月から2011年2月に期間限定で開催された特別展「空と宇宙展―飛べ！100年の夢」で展示された以外は、非公開となっていたが、2021年に設立された科博廣澤航空博物館で展示されることとなった。

## 現存する機体
| 型名      | 番号            | 機体写真 | 所在地                 | 所有者                     | 公開状況 | 状態     | 備考                          |  |
| --------- | --------------- | -------- | ---------------------- | -------------------------- | -------- | -------- | ----------------------------- |  |
| 霧ヶ峰鷹7 | JA2001 c/n 不明 |          | 茨城県筑西市           | 科博廣澤航空博物館         | 公開     | 静態保存 | 日本電建号 国立科学博物館所蔵 |  |
| 霧ヶ峰鷹7 | JA2002 c/n 不明 |          | 大阪府東大阪市         | 布施工科高校               | 非公開   | 不明     | [ 19 ]                        |  |
| 霧ヶ峰鷹7 | JA2011 c/n 不明 |          | 長野県諏訪市           | 霧ヶ峰グライダーふれあい館 | 公開     | 静態保存 | 復元機                        |  |
| 鷹7       | 不明            |          | バンコク都ドンムアン区 | タイ王国空軍博物館         | 公開     | 静態保存 | [ 22 ]                        |  |

## 性能・諸元
出典: 一部を除き、日本航空学会誌第4巻24号「新飛行機」
諸元
- 乗員: 1
- 全長: 6.06 m[注 5] （19 ft 11 in）
- 全高: 1.30 m （4 ft 3 in）
- 翼幅: 13.56 m[注 6]（44 ft 6 in）
- 翼面積: 14.50 m2[注 7] （156.1 sq ft）
- 翼型: Gottingen 535
- 空虚重量: 130 kg[注 8] （290 lb）
- 最大離陸重量: 222 kg[注 9] （489 lb）
- アスペクト比: 12.68 [注 10][注 11]
- 水平安定板面積: 1.14 m2 (12.3 sq ft)(改修前), 1.51 m2 (16.3 sq ft)(改修後)
- 昇降舵面積: 1.04 m2 (11.2 sq ft)(改修前), 1.07 m2 (11.5 sq ft)(改修後)
- 垂直安定板面積: なし(改修前), 0.21 m2 (2.3 sq ft)(改修後)
- 方向舵面積: 0.74 m2 (8.0 sq ft)(改修前), 0.55 m2 (5.9 sq ft)(改修後)
- 荷重倍数：+5/-2.5 (安全率1.5)

性能
- 着陸速度: 44.6 km/h (27.7 mph; 24.1 kn))
- 最小沈下率: 0.82 m/s (161.4 ft/min)　(@50.4 km/h (31.3 mph; 27.2 kn))[注 12]
- 最良滑空比: 18:1  (@61.2 km/h (38.0 mph; 33.0 kn))[注 13]